# TIDS RUM / Arbejde med krop og rum
TIDS RUM / Arbejde med krop og rum er en eksperimentalfilm fra 1999 instrueret af Grethe Aagaard.

## Handling
arbejde med krop og rum: Den negative form af kropsdele, lavet i gips, ligger i et afgrænset felt på gulvet. På en video-monitor som står i rummet, vises 'et billede i billedet', et uddrag af processen omkring arbejdet med gipsskallerne. I det bagvedlig...